# Lighttpd
lighttpd （ライティ）は高速性の重視される環境に最適化された、安全・高速で標準に準拠し、柔軟であることを指向して設計されたWebサーバである。
C10K問題の概念実証としてJan Kneschke によって書かれた。名称の由来は「light」と「httpd」とのかばん語である。
メモリ消費量が少なく、CPU負荷の少ない高速動作が目的となっているため、負荷が問題な場合や、静的コンテンツを動的コンテンツと区別して送信する場合などに適しているとされる。

## 前提
他のWebサーバと比較して、CPUの負荷が小さく、速度が最適化されており、負荷の問題があるサーバ、または動的コンテンツとは別に静的メディアを提供するサーバーにlighttpd が適している。lighttpd は自由なオープンソースソフトウェアであり、BSDライセンスの下で配布されている。Unix系オペレーティングシステムとMicrosoft Windowsでネイティブに実行できる。

## アプリケーションサポート
lighttpd は外部プログラムへのFastCGI、SCGI、CGIインターフェースをサポートしているため、あらゆるプログラミング言語で書かれたWebアプリケーションをサーバで使用できる。特に人気のある言語として、PHPのパフォーマンスは特に注目されている。lighttpd のFastCGIは、オペコードキャッシュ（APCなど）を使用してPHPを適切かつ効率的にサポートするように構成できる。lighttpdは、データベース駆動型Webサイトを構築するために設計された復元力のあるインメモリデータベースであるWebDNAもサポートしている。lighttpd はISAPIをサポートしていない。

## 特徴
- サーバロードバランス、FastCGI、SCGI、およびHTTPプロキシのサポート
- chrootシステムコールの使用
- Webサーバーイベントメカニズムのパフォーマンス-select(), poll(),  epoll()
- kqueueやepollなどのより効率的なイベント通知スキームのサポート
- 条件判定によるURLの書換え(mod_rewrite)
- OpenSSLを介したSNIサポート付きのTLS/SSL
- LDAPによる認証
- RRDtoolによる統計情報
- ルールで管理されたダウンロード
- Server Side Includes （サーバー側のCGIは含まれない）[7]
- バーチャルホスト
- モジュール機構
- キャッシュメタ言語（現在mod_magnet に置き換えられている）[8] Luaを使用
- 最小限のWebDAVのサポート
- サーブレット(AJP)サポート（バージョン1.5.x以降）
- mod_compress および新しいmod_deflate (1.4.42)を使用したHTTP圧縮
- 軽量(1MB未満)[9]
- 複数のスレッドのみを使用する単一プロセス設計 - 接続ごとにプロセスまたはスレッドは開始されない
- HTTP/2 のサポート （バージョン 1.4.56 以降）[10]

## 制限事項
1.4.40より前のバージョンは、X-Sendfileが使用されない限り、CGI、FastCGI、またはプロキシからの大きなファイルの送信を公式にサポートしていない。 この制限はlighttpd 1.4.40で削除された。
HTTP/3のサポートなし

## 使用法・事例
lighttpd は多くのトラフィックの多いWEBサイトで使用されており、その中にはBloglinesとXkcdがある。過去にMeeboとYouTubeで使用されていた。ウィキメディア財団はlighttpd サーバも実行している。

## 参照
- Webサーバソフトウェアの比較
- インターネットキャッシュプロトコル
- プロキシサーバ - クライアント側プロキシについての説明
- リバースプロキシ - オリジン側プロキシについての説明
- トラフィックサーバ
- Webアクセラレータ - ホストベースのHTTPアクセラレーションについての説明